# Gibbosaverruca montereyi
Gibbosaverruca montereyi is een zeepokkensoort uit de familie van de Verrucidae. De wetenschappelijke naam van de soort is voor het eerst geldig gepubliceerd in 2002 door Young.